# Liste der Baudenkmäler im Bonner Ortsteil Ippendorf
Die folgende Liste enthält in der Denkmalliste ausgewiesene Baudenkmäler auf dem Gebiet des Bonner Ortsteils Ippendorf im Stadtbezirk Bonn.
Hinweis: Die Reihenfolge der Denkmäler in dieser Liste orientiert sich an den Straßennamen und ist alternativ nach Hausnummern, Denkmallistennummer oder Bezeichnung sortierbar.
Basis ist die offizielle Denkmalliste der Stadt Bonn (Stand: 15. Januar 2021), die von der Unteren Denkmalbehörde geführt wird. Grundlage für die Aufnahme in die Denkmalliste ist das Denkmalschutzgesetz Nordrhein-Westfalens.
| Bild                      | Bezeichnung                                  | Lage                                          | Beschreibung                                    | Bauzeit    | Eingetragen seit | Denkmal- nummer |
| ------------------------- | -------------------------------------------- | --------------------------------------------- | ----------------------------------------------- | ---------- | ---------------- | --------------- |
| Bildstock Bonn, „Fußfall“ | Bildstock Bonn, „Fußfall“                    | Kreuzbergallee / Fridtjof-Nansen-Straße Karte |                                                 | 1771       |                  | A 257           |
| weitere Bilder            | Ehemalige „Barbara-Kapelle“                  | Lückingstraße/Röttgener Straße Karte          |                                                 | 1807, 1866 |                  | A 417           |
| BW                        |                                              | Lückingstraße 2 Karte                         |                                                 |            |                  | A 3520          |
| BW                        |                                              | Lückingstraße 10 Karte                        |                                                 |            |                  | A 937           |
| weitere Bilder            |                                              | Röttgener Straße 8 Karte                      | Denkmalgeschützt: einschließlich Grabkreuz 1676 |            |                  | A 3856          |
| weitere Bilder            | Katholische Pfarrkirche St. Barbara          | Röttgener Straße 32–34 Karte                  |                                                 | 1907–1908  |                  | A 4026          |
| weitere Bilder            | Kurfürstliches Jagdkreuz bzw. „Ostler-Kreuz“ | Röttgener Straße / Am Kurfürstenkreuz Karte   |                                                 | 1750       |                  | A 2904          |